# کوسه‌های بادبادک‌باله
کوسه‌های بادبادک‌باله (نام علمی: Dalatiidae) نام یک تیره از راسته خاردارکوسه‌سانان است.

## سرده‌ها و گونه‌ها
- کوسه بادبادک‌باله کنستانتین ساموئل رافینسکوئه, 1810
  - کوسه بادبادک‌باله (پیر ژوزف بوناتر, 1788) (Kitefin shark)
- کوسه دم‌افروز Hulley and M. J. Penrith, 1966
  - کوسه دم‌افروز Hulley and M. J. Penrith, 1966 (Taillight shark)
- کوسه کوتوله تئودور گیل, 1865
  - کوسه کوتوله (ژان رنه کنستان کوا & Gaimard, 1824) (Pygmy shark)
- کوسه کوتوله درازبینی هنری ود فاولر, 1934
  - کوسه کوتوله درازبینی Fowler, 1934 (Longnose pygmy shark)
- Isistius T. N. Gill, 1865
  - کوسه کلوچه‌بر (Quoy & Gaimard, 1824) (Cookiecutter shark)
  - کوسه کلوچه‌بر دندان‌دراز Garrick & S. Springer, 1964 (Largetooth cookiecutter shark)
- کوسه جیبی Dolganov, 1984
  - کوسه جیبی Dolganov, 1984 (Pocket shark)
- Squaliolus H. M. Smith and Radcliffe, 1912
  - کوسه کوتوله ریزچشم تنگ هو-تو, 1959 (Smalleye pygmy shark)
  - کوسه کوتوله خاردار H. M. Smith and Radcliffe, 1912 (Spined pygmy shark)